# Кхму (язык)

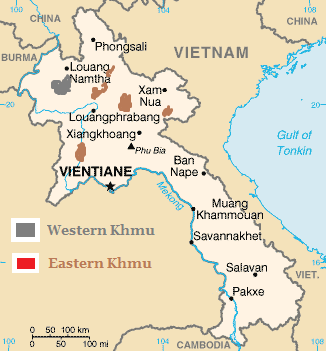
Распространение диалектов кхму в Лаосе

Кхму — язык народа кхму, один из мон-кхмерских языков. Распространён в Лаосе (на севере страны; 708 тыс. носителей по переписи 2015 года), во Вьетнаме (провинции Дьенбьен, Шонла, Лайтяу, Тханьхоа, Нгеан и Йенбай; 90,6 тыс. носителей по переписи 2019 года), в Таиланде (провинции Чианграй, Нан и Пхаяу; 10,6 тыс. носителей по оценке 2016 года), в Китае (в Сишуанбаньна-Дайском АО провинции Юньнань; 7 тыс. носителей по переписи 2010 года), а также в диаспоре, преимущественно в США (8 тыс. носителей по переписи 2010 года) и во Франции (1,5 тыс. носителей по оценке 2010 года). Язык кхуэн (9 тыс. носителей в Лаосе и Китае) нередко считают диалектом кхму.

## Письменность
Для записи языка кхму используется преимущественно лаосское письмо. Также имеет распространение латиница. В нескольких удалённых от основного массива расселения деревнях используется оригинальное письмо дуота. Среди носителей диалекта/языка кхуэн применяется тайское письмо.
Лаосский алфавит для кхму с латинскими соответствиями:
| ໞ g      | ກ k   | ຄ kh | ງ ng  | ຫງ hng | ງ່ 'ng | ຮ j             | ຈ c  | ຊ ch | ສ s   |
| ຍ (_ໟ) ñ | ຫຍ hñ | ດ d  | ຕ t   | ທ th   | ນ n   | ຫນ hn           | ນ່ 'n | ບ b  | ປ p   |
| ພ ph     | ຟ f   | ມ m  | ຫມ hn | ມ່ 'm   | ຢ y   | ຫຢ (ຢຫ) hy (yh) | ຢ່ 'y | ຣ r  | ຫຣ hr |
| ລ l      | ຫລ hl | ວ v  | ຫວ hv | ວ່ 'v   | ຫ h   | ອ '             | ◌າ a | ເ◌ີ e | ເ◌ é  |
| ເເ◌ è    | ເເ◌ີ ê | ◌ິ i  | ◌ໍ o   | ໂ◌ ô   | ◌ຸ u   | ◌ູ w             |      |      |       |